# تونی مولر
تونی مولر (انگلیسی: Toni Müller؛ زادهٔ ۱۰ مهٔ ۱۹۸۴) ورزشکار کرلینگ اهل سوئیس است.